# آلی‌وب
ALIWEB کوتاه شده (Archie Like Indexing for WEB) نخستین موتور جستجوی وب محسوب می‌شود، چرا که پیشینیانش با اهداف مختلف (Wanderer، Gopher) ساخته می‌شوند یا به طور معنایی فقط شاخص‌های (Archie، Veronica و Jughead) ساخته می‌شوند.
نخستین بار در ماه نوامبر 1993 توسط مارتیجن کستر توسعه دهنده در هنگام کار در Nexor اعلام شد و در ماه مه 1994 در نخستین کنفرانس بین‌المللی در شبکه جهانی وب در سرن در ژنو ارائه شد. ALIWEB چند ماه پیش WebCrawler را معرفی کرد.
ALIWEB به کاربران اجازه داد مکان‌های فایل‌های شاخص را در سایت‌های خود ارسال کنند که موتور جستجو را به صفحات وب اضافه کرده و توضیحات صفحه و کلمات کلیدی نوشته شده توسط کاربر را اضافه کند. این مدیران قدرتمند برای تعریف شرایطی که کاربران را به صفحات خود هدایت می‌کنند و همچنین از ربات‌های تنظیم شده (مانند the Wanderer, JumpStation) که پهنای باند را استفاده می‌کنند، اجتناب کرد. همان‌طور که تعداد کمی از مردم سایت‌های خود را ارسال کردند، ALIWEB به‌طور گسترده‌ای مورد استفاده قرار نگرفت.
مارتیجن کستر، که همچنین در ایجاد استاندارد محرومیت ربات‌ها نقش مهمی داشت، پیشینه و اهداف ALIWEB را با مرور کلی عملکرد و چارچوب آن در مقاله ای که درسرن ارائه تکرده‌است، شرح می‌دهد.